# Sharon Lechterová
Sharon L. Lechterová, nepřechýleně Sharon Lechter (* 12. ledna 1954) je spisovatelka, ekonomka, podnikatelka a filantropka.

## Život
Studovala na Floridské státní univerzitě. Napsala nejméně sedm knihy se svým spoluautorem Robertem Kiyosakim v rámci projektu „Bohatý táta“ (anglicky Rich Dad Poor Dad). Byla aktivním členkou Coopers & Lybrand.[zdroj?] Je manželkou Michaela Lechtera a matkou tří dětí.
Je také ředitelkou nadace finanční gramotnosti (Foundation for Financial Literacy).